# Fruktsallad

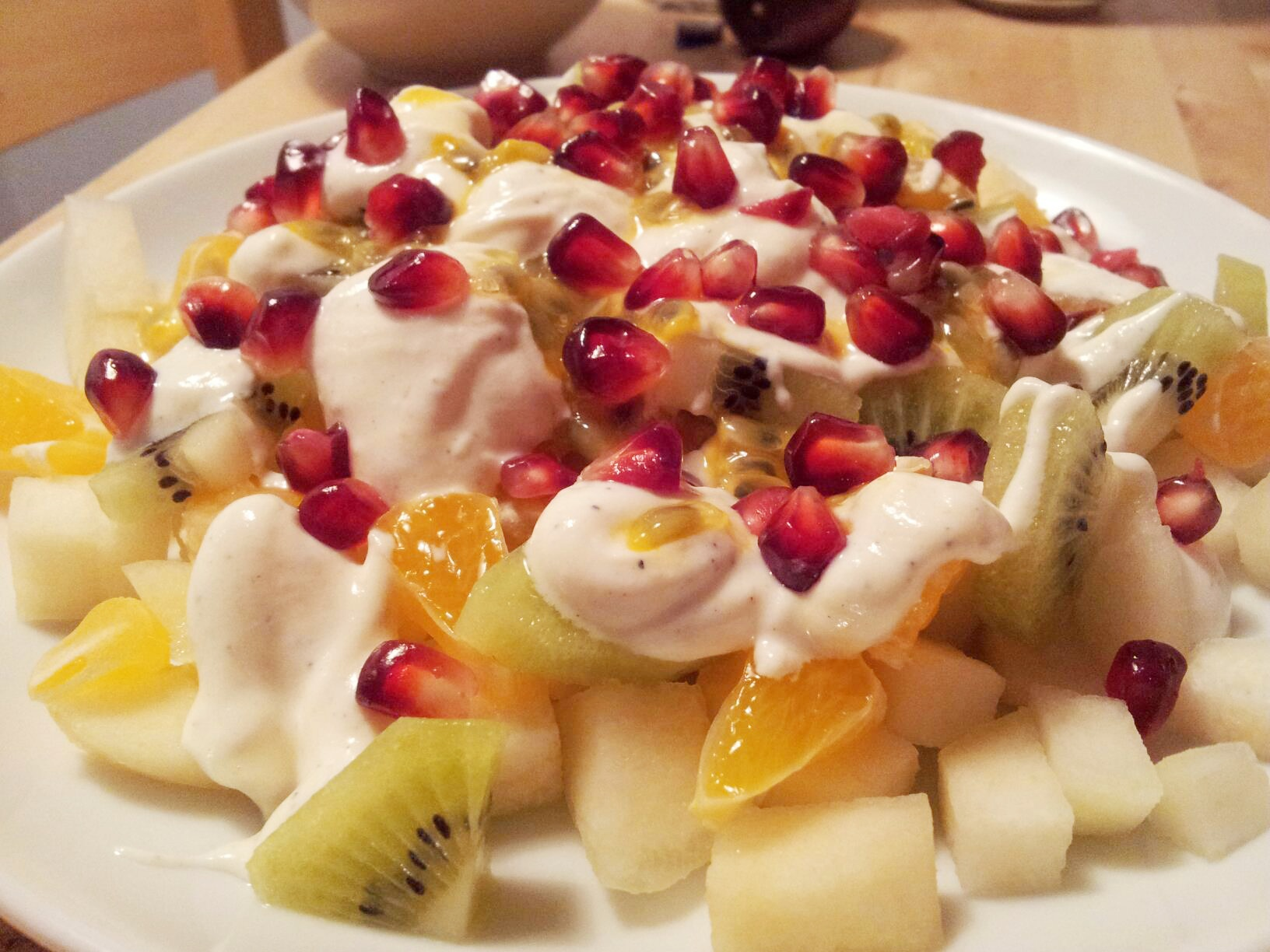
En tallrik med fruktsallad bestående av päron, satsuma, kiwi, passionsfrukt, granatäppelkärnor, samt grekisk yoghurt blandat med flytande honung, kardemumma och vaniljsocker.

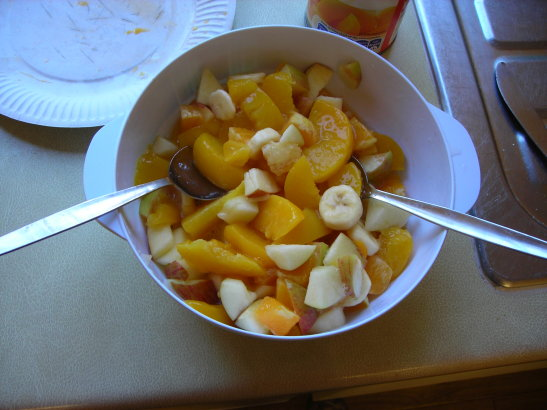
En skål fruktsallad.

Fruktsallad är en dessert bestående av minst tre sorters blandade frukter som är tärnade eller skivade och ofta skalade och urkärnade. 
Vilka frukter som används varierar och kan anpassas efter lokal tillgång, säsong och eget tycke. Ibland kan fruktsallad även innehålla bär, russin, nötter, tillsatt fruktjuice, sockerlag eller likör. Fruktsallad serveras ofta med en klick vaniljglass eller vispad grädde.
Fruktsallad som säljs på burk och går under namnet fruktcocktail brukar vara inlagd i någon form av sockerlag och innehålla persika, päron, ananas, vindruvor och körsbär. Citronsyra brukar då användas som surhetsreglerande medel och körsbären är ofta rödfärgade med hjälp av färgämne.

## Fruktsallad i olika länder
I Danmark kan apelsin, sötbjörnbär, granatäpple, guava, hallon, jordgubbar, kiwi, mango, papaya och vattenmelon ingå.
I Nederländerna ingår ofta äpple, päron, banan, mandarin, kiwi, melon, jordgubbar och apelsin.
I Ryssland är det vanligt med äpple, päron, apelsin, banan samt ibland vindruvor, ananas och mandarin.
I Sverige brukar äpple, banan och apelsin eller någon annan söt citrusfrukt ingå som bas. Därefter kan andra frukter tillsättas efter eget tycke.
I Tyskland är det vanligt med äpple, päron, apelsin, nätmelon, vindruvor och banan.
I USA är det vanligt att den innehåller jordgubbar, ananas, melon, vindruvor, banan och kiwi.